# Carl Ordnung

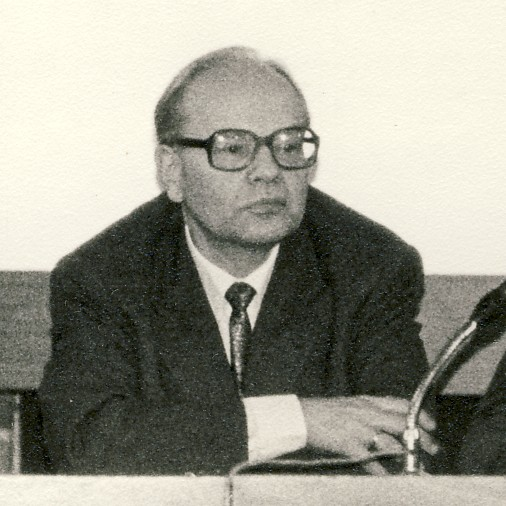
Carl Ordnung (1927-2012)

Carl Ordnung (Lengenfeld, 18 oktober 1927 - Berlijn, 6 maart 2012) was een (Oost-)Duits evangelisch-methodistich voorganger, journalist en politicus (CDU (DDR).

## Biografie
Afkomstig uit de middenklasse. Hij volgde een handelsopleiding in Reichenbach en aan de hogeschool van Plauen. Reichsarbeitsdienst in 1944, aansluitend tot het einde van de Tweede Wereldoorlog soldaat bij de Wehrmacht. Na een verkorte opleiding tot onderwijzer als zodanig werkzaam sinds 1946 in de Sovjet-bezettingszone (SBZ). In hetzelfde jaar trad hij toe tot de SPD. Na de afgedwongen fusie van SPD en KPD in de SBZ tot de SED (1946), werd Ordnung automatisch lid van genoemde fusiepartij. Van 1948 tot 1951 studeerde hij Germanistiek, psychologie en geschiedenis aan de Universiteit Leipzig. Tijdens zijn studie leerde hij zijn eerste echtgenote kennen die hem bekeerde tot het christendom (methodisme). Hij sloot zijn studie af met een diploma in de pedagogie. Na zijn studie was hij wederom werkzaam als leraar (in Reichenbach). 
In 1949 werd hij vanwege zijn christelijke geloofsovertuiging uit de SED gesloten; in 1952 trad hij evenwel toe tot de CDU (DDR), een partij die nauw met de SED samenwerkte. In 1957 werd hij als cultureel redacteur aangeworven voor het christendemocratische dagblad Neue Zeit. Daarnaast was hij redacteur bij het tijdschrift Standpunkt (later eveneens lid van de hoofdredactie). Rond 1960 werd hij lid van de vredesraad van de Evangelisch-Methodistische Kerk van Duitsland, binnen welk kerkgenootschap hij zich ook engageerde als lekenprediker.
Ordnung was lid, sinds 1962 secretaris van de regionale raad van de Christelijke Vredesconferentie van de DDR. In die functie nam hij deel aan internationale congressen die werden georganiseerd door deze organisatie. Hij nam ook deel aan internationale congressen als lid van de Vredesraad van de DDR (aangesloten bij de Wereldvredesraad) en aan oecumenische congressen als vertegenwoordiger van het Oost-Duitse methodistische kerkgenootschap. In 1983 werd hij secretaris van de Vriendschapsvereniging DDR-Verenigde Staten van Amerika.
Binnen de CDU stond hij aan het hoofd van de afdeling Kerkelijke Vraagstukken van het partijsecretariaat (1958). In 1965 werd hij wetenschappelijk medewerker bij het hoofdbestuur van de CDU. Hij vertegenwoordigde de CDU binnen de Nationale Raad van het Nationaal Front.
Na de val van de Berlijnse Muur (1989) maakte hij in 1990 deel uit van het kabinet van minister-president Lothar de Maizière (CDU), belast met vraagstukken betreffende de buitenland- en veiligheidsbeleid. In hetzelfde jaar trad hij uit de CDU en werd hij voorzitter van de Solidaritätsdienst International e.V., de opvolger van het Solidaritätskomitee der DDR. Hij werd later erevoorzitter en bleef tot 2010 lid van het bestuur. Hij overleed in 2012.
Van zijn hand verschenen tal van boeken, brochures, wetenschappelijke artikelen en krantenartikelen. 
Carl Ordnung was gerekruteerd als informant bij de Stasi ("IM Vogtländer"). In die hoedanigheid schaduwde hij collega's binnen zijn kerkgenootschap.
Ordnung bracht in zijn hoedanigheid van CDU-lid regelmatig bezoeken aan Nederland.

## Onderscheidingen
- Vaderlandse Verdienstenorde in Brons (1969)[2] en Zilver[5]

## Werken
- Dietrich Bonhoeffer (1965)
- Martin Niemöller (1967)
- 250 Jahre Hernhut (1972)
- Klassenkampf und Koexistenz (1973)
- Christ und Revolution (1974)
- Menschenrechte sind Mitmenschenrechte (1975)
- Eduardo Mondlane (1977)
- Erziehung zum Frieden. Möglichkeiten und Grenzen einer pädagogisch-politischen Konzeption und ihre Diskussion in den Kirchen (1980)
- Feindbild und Friedenshoffnung. Antikommunistische Deformationen der christlichen Botschaft (1985)
- Das Dilemma Westlicher Friedensforschung (1988, coauteur)
- Friedensforschung und Friedenskampf (1989?)
- Friede - Verheißung und Auftrag. Zum 30. Jahrestag der Christlichen Friedenskonferenz (1989)
- Beiträge für die Christliche Friedenskonferenz 1978–1992 (1992)
- Neues Denken: Umkehr zur Zukunft. Ausgewählte Aufsätze, Vorträge und Predigten (2012, coauteur)